# خالد المعصب
خالد النزال رشيد المعصب  ، نائب سابق في مجلس الأمة الكويتي، وهو أخ النائب السابق مضحي النزال المعصب.

## السيرة البرلمانية
خاض انتخابات مجلس الأمة الكويتي 1963 في الدائرة الرابعة، وحصل على 684 صوت وحل بالمركز الثالث وفاز بالانتخابات، وشارك في انتخابات مجلس الأمة الكويتي 1967 في الدائرة الرابعة، وحصل على 743 صوت وحل بالمركز الرابع وفاز بالانتخابات، وشارك في انتخابات مجلس الأمة الكويتي 1975 في الدائرة الرابعة، وحصل على 1581 صوت وحل بالمركز الثالث وفاز بالانتخابات، وشارك في انتخابات مجلس الأمة الكويتي 1981 في الدائرة الخامسة عشر، وحصل على 397 صوت وحل بالمركز الأول وفاز بالانتخابات، وشارك في انتخابات مجلس الأمة الكويتي 1985 في الدائرة الخامسة عشر، وحصل على 446 صوت وحل بالمركز الثالث وخسر بالانتخابات، وشارك في انتخابات مجلس الأمة الكويتي 1992 في الدائرة الخامسة عشر، وحصل على 723 صوت وحل بالمركز الخامس وخسر بالانتخابات، وشارك في انتخابات مجلس الأمة الكويتي 1996 في الدائرة الخامسة عشر، وحصل على 1125 صوت وحل بالمركز الخامس وخسر بالانتخابات.